# Djivan Gasparyan

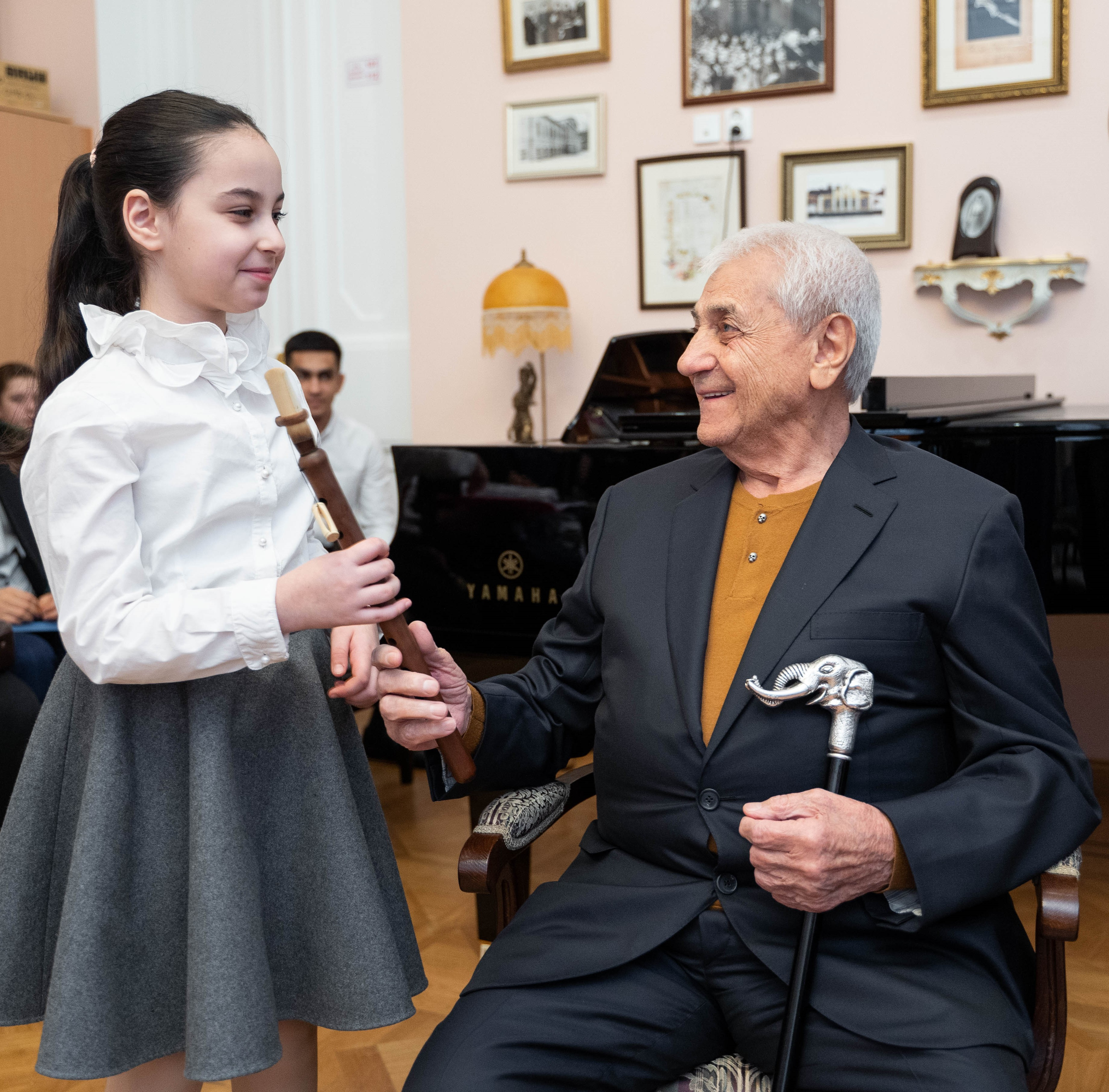
Djivan Gasparyan

Djivan Gasparyan (Armeens: Ջիվան Գասպարյան, in wetenschappelijke transliteratie J̆ivan Gasparyan, in andere transcripties Djivan Gasparian) (Solag (Kotajk), 12 oktober 1928 – 6 juli 2021), was een Armeense instrumentalist en componist.
Gasparjan, die uit een dorp in de buurt van Jerevan stamt, is vooral bekend als doedoek-speler bekend. Hij was professor en gaf les aan het conservatorium van Jerevan. Zijn stijl bewoog zich tussen traditionele (Armeense) volksmuziek en popmuziek.
Gasparjan werd wereldwijd bekend door zijn samenwerking met Peter Gabriel aan de soundtrack van de film The Last Temptation of Christ. Later werkte hij mee aan de filmmuziek voor de film Gladiator. Hij heeft ook samengewerkt met musici en zangers als Lionel Richie, Hans Zimmer, Brian May, Andreas Vollenweider, Majid Bekkas en Michael Brook.
Hij speelde hij bij het Eurovisiesongfestival van 2010 in Oslo doedoek als muzikale begeleider van de Armeense inzending.
Gasparyan overleed op 92-jarige leeftijd.

## Discografie
- I Will Not Be Sad in This World (All Saints)
- Moon Shines at Night (All Saints)
- Ask me no questions (Traditional Crossroads 4268, 1996)
- Apricots from Eden (Traditional Crossroads 4276, 1996)
- The Crow, Soundtrack
- Black Rock (met Michael Brook, Real World Records 46230, 1998)
- Jivan Gasparyan Quartet (Libra Music 1998)
- The Siege, Soundtrack (1998)
- Djivan Gasparyan Quartet: Nazeli met Haig Yazdjian, Libra Music, 1998
- Heavenly Duduk (Network 1999)
- Armenian Fantasies (Network 34801, 2000)
- Gladiator, Soundtrack van Gladiator (2000)
- Fuad (traditionele Armeense en Turkse muziek, 2001)
- Endless Vision (met Hossein Alīzādeh, 2005)